# 梅格特 (南卡罗来纳州)
梅格特（英文：Meggett），是美国南卡罗来纳州下属的一座城市。城市类型是“Town”。其面积大约为18.42平方英里（47.71平方公里）。根据2010年美国人口普查，该市有人口1,226人，人口密度约为每平方 英里66.56人（约合每平方公里25.7人）。